# Raditude
Raditude är rockbandet Weezers sjunde studioalbum, utgivet 3 november 2009. Det var deras sista album släppt på DGC Records, Geffen Records, och Interscope Records.

## Låtlista
1. "(If You're Wondering If I Want You To) I Want You To" (Rivers Cuomo, Butch Walker) - 3:28
2. "I'm Your Daddy" (Cuomo, Dr. Luke) - 3:08
3. "The Girl Got Hot" (Cuomo, Walker) - 3:14
4. "Can't Stop Partying" (Cuomo, Lil Wayne, Jermaine Dupri) - 4:22
5. "Put Me Back Together" (Cuomo, Tyson Ritter, Nick Wheeler) - 3:15
6. "Trippin' Down the Freeway" (Cuomo) - 3:40
7. "Love Is the Answer" (Cuomo, Jacknife Lee) - 3:43
8. "Let It All Hang Out" (Cuomo, Dupri, Lee) - 3:17
9. "In the Mall" (Pactrick Wilson) - 2:39
10. "I Don't Want to Let You Go" (Cuomo) - 3:48